# Cerkev sv. Andreja, Gosteče
Cerkev sv. Andreja v Gostečah, podružnična cerkev župnije Sora.
Cerkev, zgrajena v času od konca 13. do 15. stoletja, je spomeniško zanimiva zaradi 
kvalitetne in celovite notranje poslikave s freskami ter zaradi dveh lesenih stropov: kasetiranega predbaročnega iz leta 1699 ter starejšega, romansko-gotskega iz leta 1515, ki je bil pod prejšnjim odkrit ob restavraciji leta 1987; slednji je eden kvalitetnejših gotsko-renesančnih stropov v srednji Evropi. Za Gorenjsko je posebnost tudi postavitev zvonika nad korni del cerkve.

## Zgodovina in opis
Ko je škofjeloški zemljiški gospod škof Oton II. leta 1215 z nakupom razširil posest freisinških škofov na območje Gosteč, verjetno tam še ni bilo cerkve. Njen najstarejši del, pravokotno ladjo, datirajo strokovnjaki v pozno 13. ali v zgodnje 14. stoletje, kamor jo uvršča tudi osamljeno gotsko okence visoko v južni steni. Cerkev je leta 1334 posvetil generalni vikar oglejskega patriarha, škof Natalis iz Novigrada (Nova Emona) v Istri.
Sedanji, s tremi stranicami pravilnega osmerokotnika zaključeni prezbiterij in sosednji prostor (med dvema slavoločnima stenama s šilastimi odprtinami), nad katerim se dviga zvonik, datirajo v sredino ali drugo polovico 15. stoletja. Za ta čas nenavadna postavitev zvonika nad korom je bolj značilnost romanske dobe, tu pa jo pojasnjujejo z bavarskim vplivom. Cerkev ima na zahodu vhodno lopo in na južni strani ob prezbiteriju zakristijo, ki je dostopna iz prostora pod zvonikom.
Na zunanji severni fasadi ladje so vidni ostanki freske z upodobitvijo poklona sv. Treh kraljev in trpečega Kristusa iz druge polovice 14. stoletja in bolje ohranjena velika podoba sv. Krištofa iz 15.stoletja. Poslikana je tudi fasadna stena v lopi, kjer preberemo letnico 1515.
Prava dragocenost cerkve pa je notranja poslikava. Danes pokrivajo severno in južno steno ladje freske s prizori iz legende o sv. Andreju: na severni steni vidimo, kako svetnika mučijo, privezanega konju za rep, kako so ga z glavo navzdol privezali na Andrejev križ in kako so ga slednjič položili v grob; na nasprotni strani so prizori manj razločni, saj so slikarije delno uničene z novejšim oknom in s pevskim korom, tako da razpoznamo le prizor, ko svetnik tiči v ječi za rešetkami in tistega, ko se pojavi pred kraljem. Prizore obdaja spodaj širok pas z rastlinsko motiviko, posamezni prizori pa so ločeni med seboj z borduro, ki posnema mozaik. Freske pripisujejo mojstrom severnoitalijanske (furlanske) smeri iz začetka 15. stoletja, ki so slikali v gotskem plastičnem slogu. Slavoločna stena je bila okrog leta 1610 poslikana v manierističnem slogu z Marijinim oznanjenjem in Jezusovim rojstvom.
Ladja ima danes lesen kasetiran strop, delo odlične Jamškove podobarske delavnice iz leta 1699, ki je eden najlepših v 17. stoletju poslikanih stropov na Slovenskem. V okvirih raznovrstnih oblik (enakoramnih križev, osmerokotnikov, šesterokotnikov) so upodobljeni evangelisti, svetopisemski prizori (Marijino oznanjenje, Marijino kronanje) in svetniki (patron sv. Andrej, sv. Katarina, sv. Uršula, sv. Florijan, sv. Ahac), vmesni dekorativni pasovi pa so poslikani z angeli muzikanti, putti ter okraski fantazijskega cvetja in sadja. V živih barvah obnovljeni strop se estetsko ujema s stenskimi slikarijami. Celo pevski kor, ki je lesen in preprosto marmoriran ter stoji na rezljanih stebrih, občutno mlajši od vsega in ves ljudski, se s svojo barvitostjo spaja s celoto. Cerkveno ladjo tako doživimo kot celostno obravnavan prostor.
Pod tem stropom so leta 1987 odkrili starejši poslikan strop iz okrog leta 1515 s cvetlično dekoracijo in Kristusovim likom; gre za enega kvalitetnejših gotskih stropov v srednji Evropi.
Temačni prostor pod zvonikom je poslikan s poljudnejšo tematiko. Tu so manj kvalitetne freske, ki nosijo letnico 1619. Prezbiterij je leta 1910 poslikal slovenski slikar Matej Sternen po srednjeveških vzorih; prizor sv. Andreja kot patrona umirajočih na južni steni prezbiterija mu je nasvetoval pisatelj Fran Saleški Finžgar, ki je tedaj župnikoval na Sori.
Baročni glavni oltar je v svoji osnovi zlati oltar, ki nosi letnico 1693, a je bil žal predelan v času, ko je cerkev dobila stranska oltarja sv. Katarine in sv. Ahacija, ki sta oba mizarske kvalitete (1868). Od stare cerkvene opreme sta ohranjeni tudi okrogli okenski stekli iz druge polovice 15. stoletja s podobama cerkvenih očetov (ki ju danes hrani Nadškofijski arhiv v Ljubljani) in lesen krilni oltar sv. Andreja iz okoli leta 1500 (ki ga hrani Narodna galerija v Ljubljani).